# Birch Bayh
Birch Bayh (Terre Haute, Indiana, 22 de enero de 1928-Easton, Maryland, 14 de marzo de 2019) fue un político estadounidense, miembro del Partido Demócrata. Fue Senador por Indiana entre 1963 y 1981.

## Primeros años
Birch Evans Bayh II nació en Terre Haute, Indiana. Tras servir en las Fuerzas Armadas, se graduó por la Escuela de Agricultura de la Purdue University. Más tarde asistió a la Facultad de Derecho de la Universidad de Indiana. 
Entró en política a los 26 años al ser elegido en 1954 para la Asamblea Estatal de Indiana por el Partido Demócrata. En 1959 accedió al puesto de Speaker de la Asamblea Estatal de Indiana. 

## Senador por Indiana (1963-1981)
En 1962 se presentó al Senado por Indiana, derrotando al senador republicano en funciones Homer Capehart. Sería reelegido dos veces -1968 y 1974. Durante los dieciocho años que representó a Indiana en el Senado, Bayh se integró en el sector más progresista del grupo demócrata y apoyó los programas de la Gran Sociedad del Presidente Lyndon Johnson. Promovió tres enmiendas a la Constitución de los Estados Unidos. La Vigesimoquinta Enmienda, relacionada con la sucesión presidencial y la discapacidad, fue aprobada. También salió adelante la Vigesimosexta Enmienda, que cambió la edad mínima para votar de los veintiuno a los dieciocho años. La tercera enmienda promovida por Bayh, la enmienda a la igualdad de derechos, fue derrotada en el Senado.
También intentó sin éxito la eliminación del sistema del Colegio Electoral de las elecciones presidenciales, para sustituirlo por el voto popular. Copatrocinó la Ley Bayh-Dole que permitía a universidades, pequeños negocios y organizaciones sin fines lucrativos retener derechos de propiedad intelectual. También fue el arquitecto del Acta de Justicia Juvenil.
Entre 1977 y 1980 presidió el Selecto Comité de Inteligencia del Senado. 
Se presentó a un cuarto mandato como senador en 1980, enfrentándose al joven Congresista republicano Dan Quayle -el futuro Vicepresidente de EE. UU. Bayh y Quayle se enfrentaron en siete debates televisados en los que el republicano acusó a Bayh de tener un historial demasiado liberal, y lo asoció con la Administración de Jimmy Carter. A pesar de su buena reputación, Bayh fue sorprendentemente derrotado en noviembre de 1980. La elección coincidió con la aplastante victoria de Ronald Reagan en las presidenciales, que provocó la derrota de varios candidatos demócratas por todo el país.

## Campaña presidencial de 1976
El Senador Birch Bayh tuvo intención de presentar su candidatura a la Presidencia de EE. UU. en 1972, pero su mujer fue diagnosticada de cáncer y tuvo que retrasar sus planes. En octubre de 1975 anunció su intención de competir por la Casa Blanca en las elecciones presidenciales de 1976.
Gracias a su estrecha relación con los grandes sindicatos y otros grupos liberales, Bayh partía como favorito para la nominación demócrata entre un grupo de doce precandidatos. Pero su entrada tardía en la carrera lo colocó con una clara desventaja en recaudación de fondos y organización. Terminó segundo en el Caucus de Iowa por detrás del Gobernador Jimmy Carter, pero en Nuevo Hampshire quedó en un decepcionante tercer puesto -el congresista Morris Udall quedó segundo convirtiéndose en primera alternativa a Carter. Tras quedar en séptima posición en la primaria de Massachusetts, Birch Bayh anunció su retirada.

## Vida personal
Su mujer, Marvella Bayh, falleció en 1979. Fue una reconocida activista de la lucha contra el cáncer en la década de los años 1970. Su hijo Evan Bayh es senador.